# Зелиньский, Генрих
Генрих Франциск Зелиньский (пол. Henryk Franciszek Zieliński; 22 сентября 1920, Шембручек, Польша — 6 марта 1981, Вроцлав, Польша) — польский историк, профессор Вроцлавского университета. Сын учителя польского языка в Поморье, участник Польской кампании вермахта в 1939, ранен в битве на Бзуре, военнопленный, содержался в концлагере для офицеров и в шталаге. После освобождения из концлагеря переехал в Краков в 1944 году, студент подпольного Ягеллонского университета, после окончания войны — выпускник университета. Многолетний научный сотрудник Вроцлавского университета (1970—1972 — профессор Силезского университета в Катовице).

## Биография

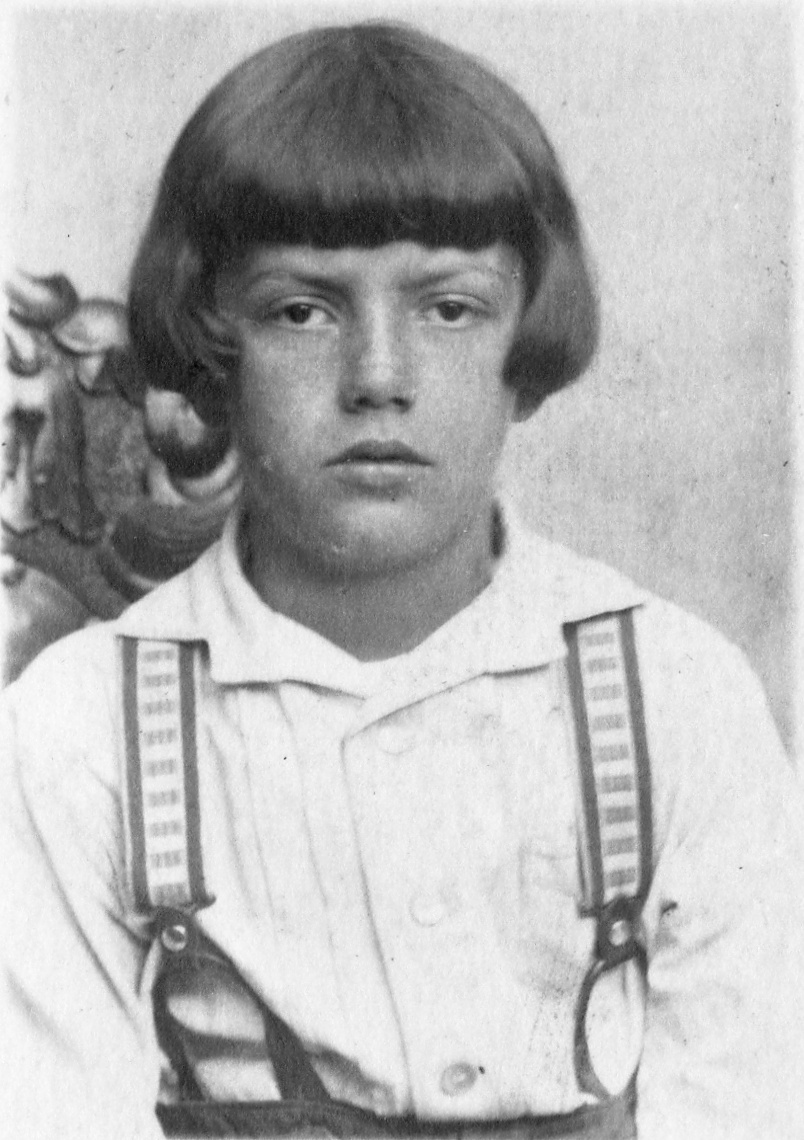
Г. Зелиньский в детстве

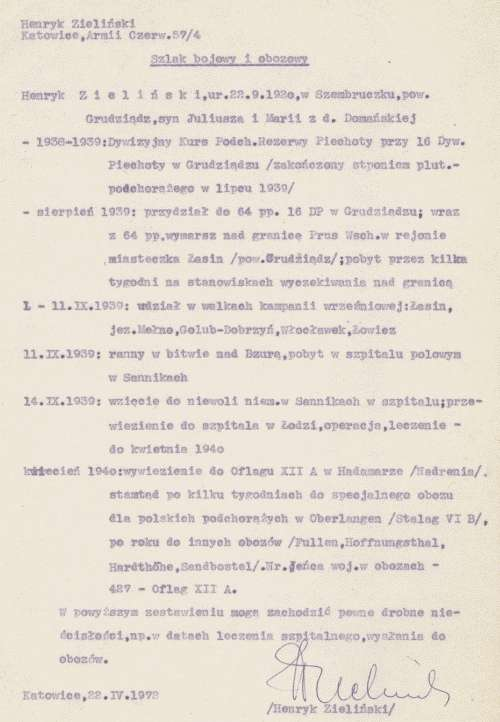
1938-1944

Генрих Зелиньский был сыном учителя польской школы в Закшеве Юлиуша Зелиньского и племянником председателя Союза поляков в Германии священника Болеслава Доманского. Будучи в гимназии прошёл (1935—1937) летний курс 2 уровня «старшей школы военного дела», организованный 64 Пехотным полком в Грудзёндзе. Аттестат зрелости получил в Грудзёндзе в Государственной классической гимназии имени короля Яна Собеского. В Грудзёндзе приступил к службе в Старогардском пехотном полку, входящим в состав 16 Поморской Пехотной Дивизии, где в июле 1939 получил звание титулярного капрала и воинское звание подхорунжий резерва.

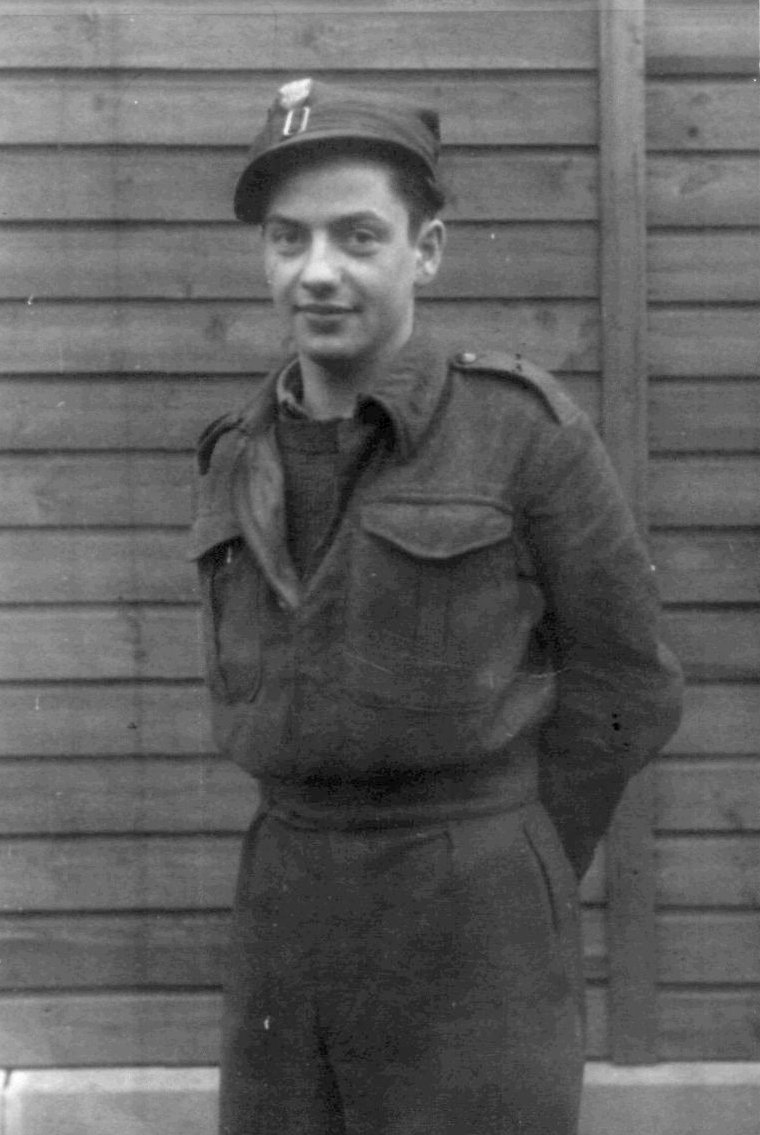
военнопленный Генрих Зелиньский, 1944

В августе 1939 года был приписан к 64 Поморскому полку Мурманских стрелков (64 Пехотный Полк в Грудзёндзе принял это название в 1938); полк был направлен на приграничные территории в окрестностях Ласина. Во время Польской кампании вермахта сражался в звании командира взвода. При битве на Бзуре был ранен. Полевой госпиталь в Санниках, где находился на излечении Генрих Зелиньский, вскоре был захвачен немцами и он попал в плен. Немецкие врачи лечили его в госпитале в Лодзи: при операции снаряд был удалён, а рука спасена от ампутации, но движение локтевого сустава было ограничено. После лечения Генрих Зелиньский был направлен в лагерь для пленных офицеров; позднее находился в других лагерях для военнопленных. Дважды пытался устроить побег, но только весной 1944 году ему удалось обмануть военных врачей. В 1944 году немцы избавлялись от военнопленных, состояние которых было неудовлетворительно, часто их отправляли домой. Несмотря на ранение, полученное в 1939 году, состояние здоровья Генриха Зелиньского было удовлетворительным и, согласно немецким критериям, он был оставлен в лагере. Однако один из пленных друзей Генриха Зелиньского был настолько болен туберкулёзом, что его решили отпустить домой, хотя он совершенно не хотел оставлять лагерь, так как в течение войны утратил в Польше всё и потерял всех близких. Этот человек решил поменяться с Генрихом Зелиньским и явился на медкомиссию с его документами. Комиссия решила, что «больного» Генриха Зелиньского необходимо выпустить, и 15 апреля 1944 года он был легально освобождён и вернулся в оккупированную Польшу, в то время как его друг по собственной воле остался в лагере для военнопленных.
Позднее польские врачи оценили, что вследствие полученной раны Генрих Зелиньский понёс утрату здоровья в 35 % и признали ему статус военного инвалида.
После освобождения приехал в Краков к сестре (Ирена, по мужу — Шостек, мать профессора Анджея Шостека). В Кракове он начал обучение в функционирующем подпольном Ягеллонском университете. После войны Генрих Зелиньский продолжил обучение под руководством профессоров истории Иосифа Фельдмана и Казимира Пиварского. Некоторое время состоял в студенческой организации «Братская помощь». С 1 сентября 1946 года по 31 декабря 1946 год был вице-председателем и с 1 марта 1947 года по 1 июня 1947 год был председателем этой организации. Год проживал у Ежи Туровича на ул. Крупнича, подрабатывая корректором в газете и преподавателем в Государственном лицее организации торговли. В феврале 1948 года Генрих Зелиньский получил диплом магистра истории. В «Братской помощи» он познакомился со своей будущей женой Ханной, дочерью предвоенного директора шахты «Янина» в Либёнже, Зигмунда Щётковского (старшим из двоих сыновей супругов Зелиньских является профессор медицинских наук патолог Кшиштоф Зелиньский). 15 февраля 1949 года Генрих Зелиньский начал работу во Вроцлавском университете в должности старшего ассистента. С этого времени с небольшим перерывом в начале 70-х годов вся жизнь Генриха Зелиньского была связана с этим ВУЗом. Также во Вроцлавском университете он начал обучаться на юриста, но через два года в 1951 года оставил учёбу.
В 1950 году Генрих Зелиньский защитил докторскую диссертацию на тему «Условия развития и проявления национального сознания на опольских землях» (в некоторых биографиях указывается 1951 год, но в автобиографии — 1950 год). В 1955 году стал доцентом. В 1962 году получил титул экстраординарного профессора. В 1965—1966 годах был деканом философско-исторического факультета Вроцлавского университета. Перед отъездом в Катовице в 1965—1969 годах руководил Кафедрой всемирной и польской истории XIX и XX вв. во Вроцлавском университете. В 1971 году, когда Генрих Зелиньский проживал в Катовице, он получил титул ординарного профессора в Силезском университете, где был деканом гуманитарного факультета и директором Института истории. Вернувшись во Вроцлав, стал заведующим Кафедрой всемирной и польской истории XX в. во Вроцлавском университете — эту должность занимал до своей смерти.
В ночь с 5 на 6 марта 1981 года Генрих Зелиньский вышел на последнюю прогулку со своей собакой. Вскоре кто-то сообщил в милицию, что на тротуаре лежит человек, рядом с которым сидит пёс. Следствие по этому делу никогда не было доведено до конца. Только вроцлавская вечерняя газета написала о происшедшем как о «преступлении» — так изначально говорили присутствовавшие на месте следователи. Все более поздние сообщения передавали уже готовую официальную версию о естественной смерти. Следствие было внезапно прекращено, отбросив все улики, которые не укладывались в официальную версию; не было предпринято никаких шагов, которые могли бы навести на след преступников.

## Научная деятельность

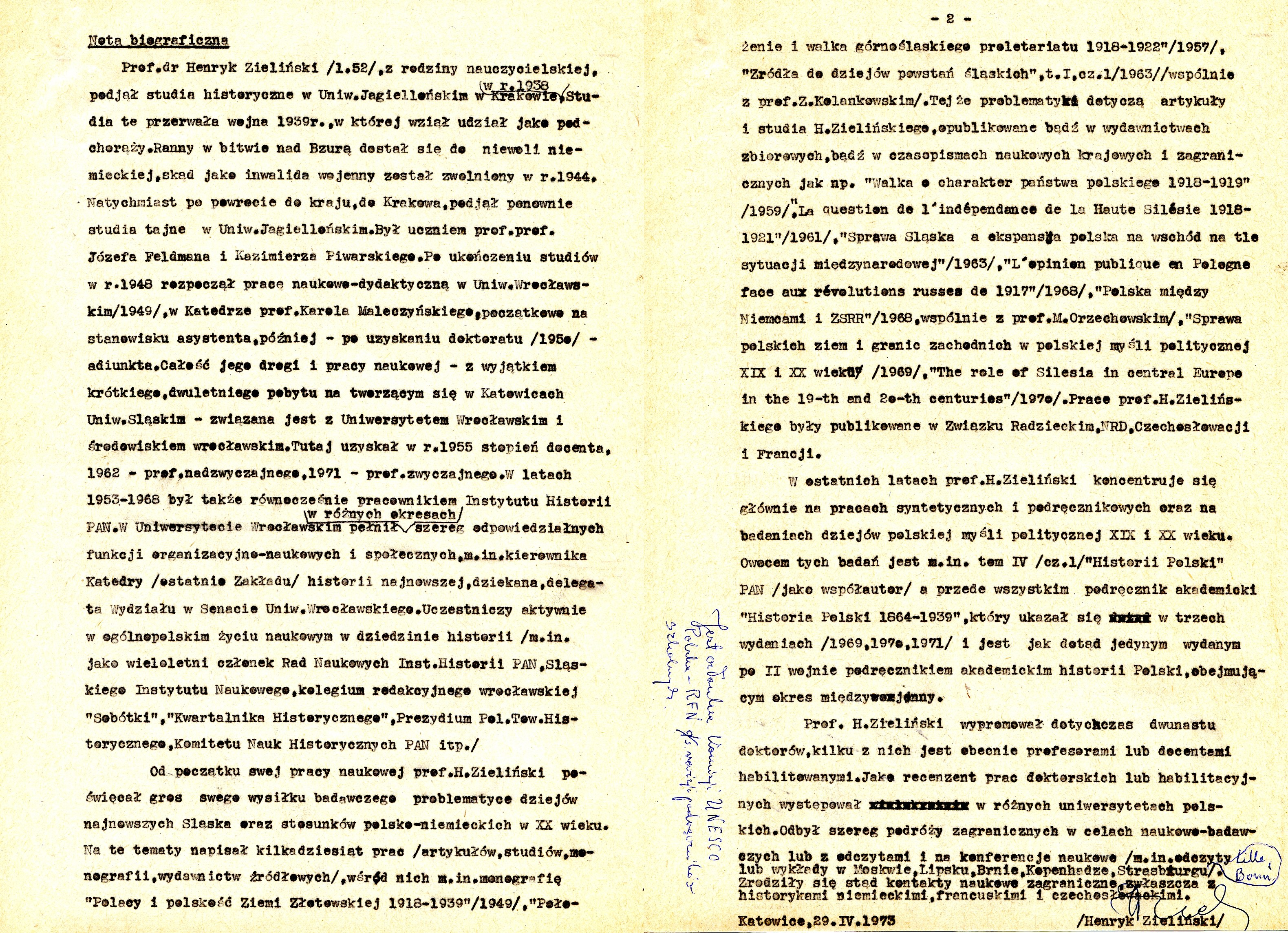
собственноручно написанная автобиография 1973 г.

Научный интерес для Генриха Зелиньского изначально представляла история поляков, проживающих на территориях, где происходили процессы германизации и которые в результате версальского договора проживали на территории, входившей в состав Германии. Большую роль в научных изысканиях Генриха Зелиньского сыграла его собственная судьба и судьба его семьи на злотувской земле.
Его более поздние работы были связаны с общей историей Польши второй половины XIX и первой половины XX веков.
В конце своей жизни Генрих Зелиньский занимался исследованием польской политической мысли XIX и XX веков. Был инициатором более обширных исследований в этой области, результатом которых была серия работ «Польская политическая мысль XIX и XX вв.», первая из них была опубликована в 1975.

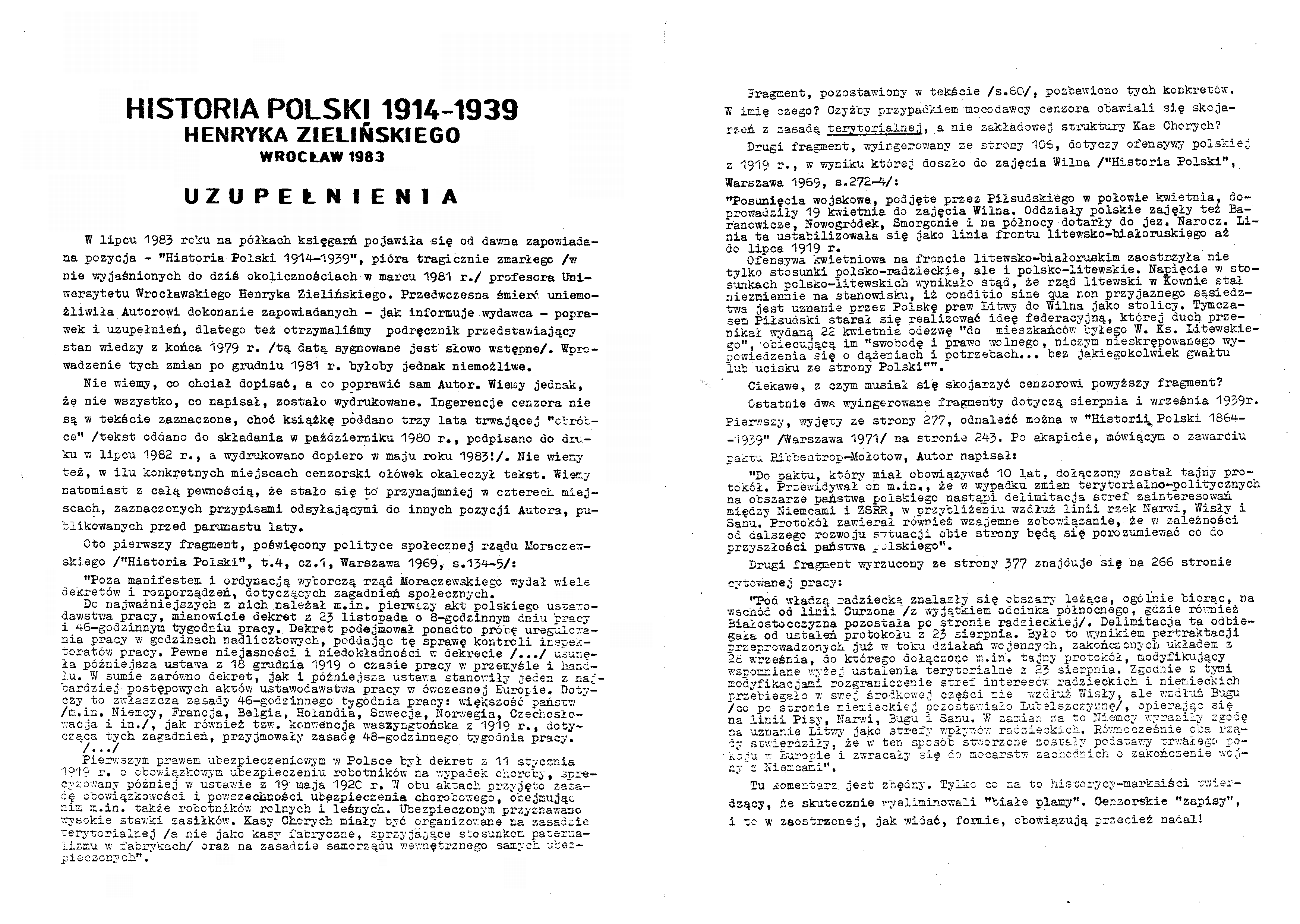
изданное в самиздате дополнение к «Истории Польши» (1983), с некоторыми, вырезанными цензурой, фрагментами

Одновременно Генрих Зелиньский работал над учебником «История Польши 1914—1939». Его внезапная смерть в марте 1981 прервала редакцию книги и задержала её издание. Из-за этой задержки учебник не удалось издать перед введением в Польше военного положения, а обязательная в то время цензура не допустила публикации дополненной версии учебника, которая содержала много невыгодных фактов о власти, несмотря на все старания семьи и сотрудников профессора. Неизвестно также, какие дополнения к книге собирался сделать профессор в связи с первым открытым периодом движения «Солидарность». Книга была издана только в 1983 году, значительно исправленная цензурой. Из неё был удалён фрагмент о тайном пакте Молотова — Риббентропа, а из всего текста о вступлении в Польшу советских войск 17 сентября 1939 оставлен только один абзац о «перемещении границ» и удалена фотография совместного советско-немецкого военного парада в Бресте. Учебник был издан в июле 1983 года в количестве 100 тысяч экземпляров, позднее издатель допечатал ещё столько же. Сотрудникам профессора удалось определить четыре грубые цензурные правки и они же разыскали оригинальный текст Генриха Зелиньского. Эти четыре пропущенных фрагмента позднее опубликовали на дополнительной вкладке (на иллюстрации), которую распространители самиздата разнесли читателям книги.
В изданном в 2004 году школьном учебнике Матусика и Кохановского для старших классов были использованы два фрагмента из книги Г. Зелиньского для иллюстрации проблем, с которыми боролись историки в Польской Народной Республике. Один из фрагментов был взят из упомянутой книги с 1983 года, а другой из изданной в 1971 году «Истории Польши 1864—1939». Эта книга в свою очередь была издана в период «оттепели» Эдварда Герека и изначально содержала позднее удалённые цензурой Ярузельского абзацы о пакте Молотова — Риббентропа.

## Общественно-политическая деятельность

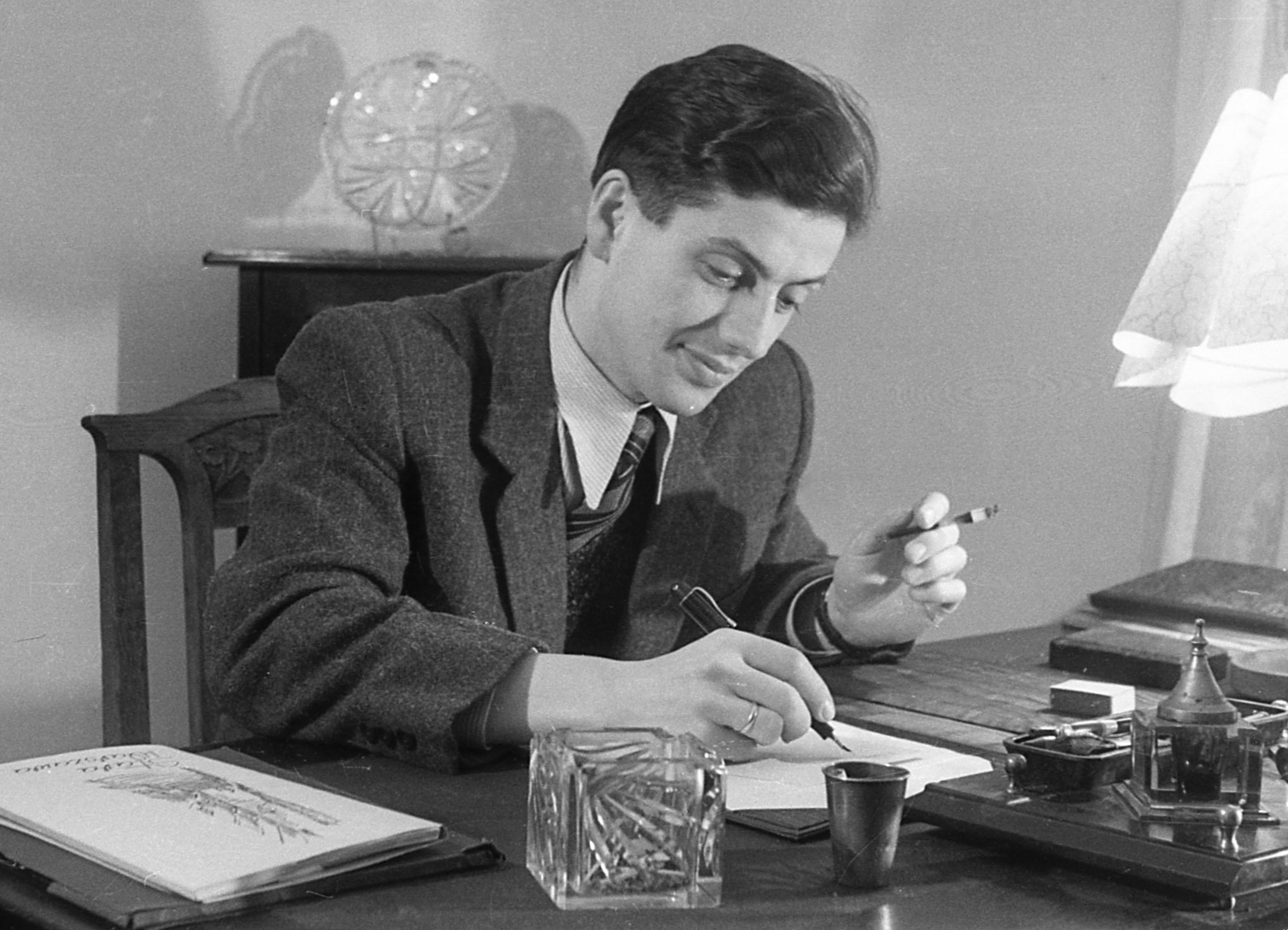
Генрих Зелиньский в 1950

Студентом Генрих Зелиньский участвовал в Кракове в манифестации 3 мая 1946 года, за что на короткое время был арестован. В архивах Института национальной памяти сохранилось две записки, датируемые октябрём 1948 года и августом 1949 года, о том, что в 1944—1945 годах Генрих Зелиньский подозревался в принадлежности к «нелегальной организации Национальные вооружённые силы». Другие рапорты сообщали о возможной принадлежности в 1945—1947 годах к Польской крестьянской партии и его симпатиях к политике Станислава Миколайчика.
В 1949 году Генрих Зелиньский вступил в ПОРП. Через много лет на встрече в университете, за несколько дней перед смертью, этот шаг и всю свою деятельность в первой половине 50-х годов он описал словами: «я поддался манипуляции…»

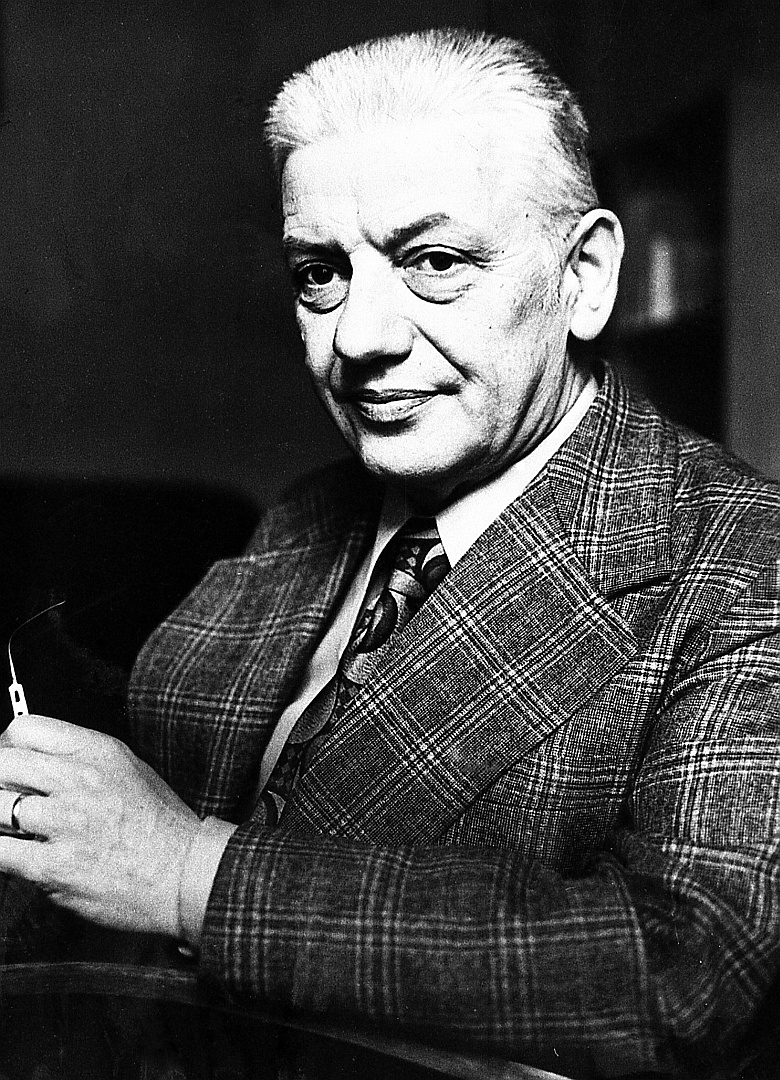
Генрих Зелиньский в конце 1970-х

В 1968 году Генрих Зелиньский выступил против антисемитских преследований, организованных коммунистическими властями, который был произнесён им в Сенате Вроцлавского университета и позднее он выражал своё мнение на встречах с протестующими студентами. Его взгляды были замечены органами безопасности и вскоре он получил от них прозвища «сиониста», «просиониста» и «жида». Вскоре он был вынужден покинуть Вроцлавский университет и переехать в Катовице, где в то время открывался Силезский университет. Он вернулся во Вроцлав через три года, когда профессор Казимеж Попиолек, пригласивший его в Катовице, был уволен с должности ректора и заменён ставленником Эдварда Герека. В то же время разгорелся конфликт по поводу «недостаточно пролетарского характера» исследовательских программ Генриха Зелиньского. Кроме этого причиной конфликта было то, что он открыто протестовал против принятия в ВУЗ детей партийных деятелей без вступительных экзаменов.

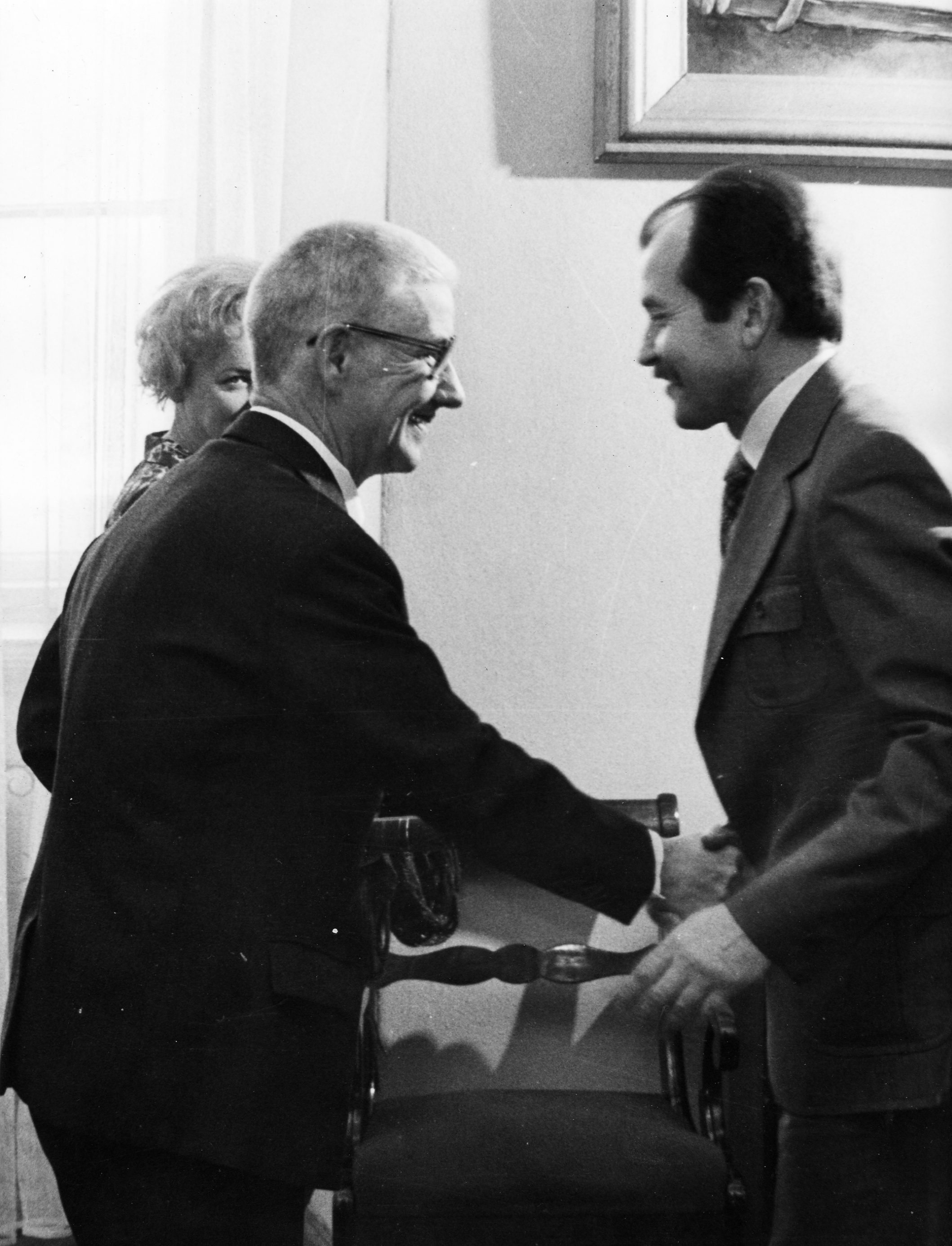
проф. Зелиньский (слева), 1981

После появления Солидарности в сентябре 1980 года Генрих Зелиньский активно включился в деятельность профсоюзного университетского движения. Одновременно пробовал организовать в университетской среде Вроцлава так называемые «горизонтальные структуры» ПОРП, которые в то время представлялись приемлемой альтернативой для жёстких, иерархических вертикальных структур этой партии. В этот же период он был членом Общественного комитета реконструкции Рацлавицкой Панорамы, активно работал в направлении завершения строительства ротонды и выставки в ней «Рацлавицкой панорамы». Этот проект был реализован только через 4 года после смерти Генриха Зелиньского.

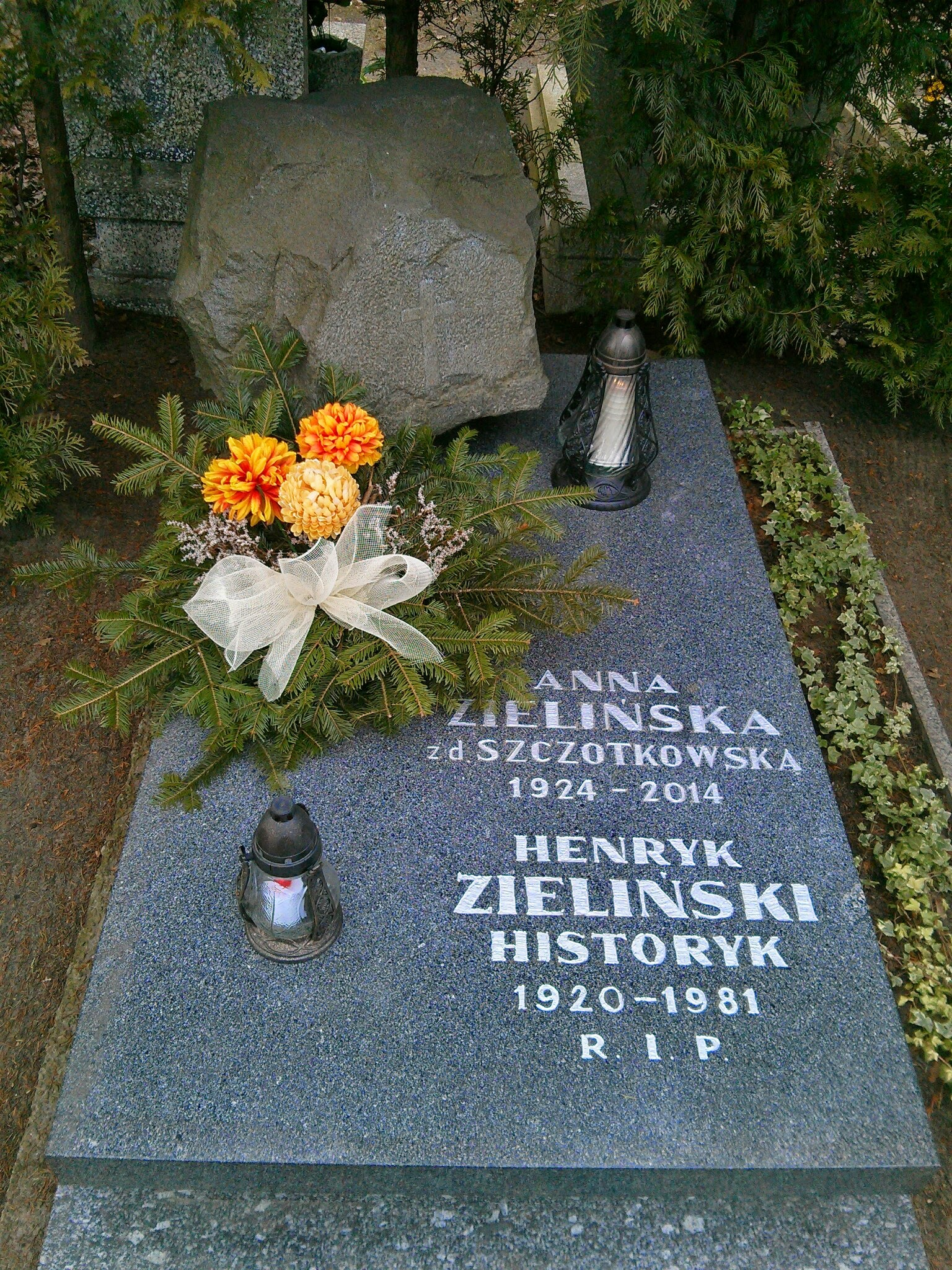
Могила Генриха Зелиньского на кладбище в районе Грабишинек-Вроцлав (сектор 2A)

## Наследие
В 70-е годы XX столетия Генрих Зелиньский участвовал в работах двусторонней Польско-немецкой Комиссии Исправления Учебников (под эгидой ЮНЕСКО), заданием которой была очистка программ обучения польских и немецких школ.
Также он был одним из создателей исследовательского плана для группы историков по теме польской политической мысли XIX и XX веков.
Кроме множества статей и рецензий в научных и популярных журналах, книг и различных изданий Генрих Зелиньский оставил группу учеников, часть из которых продолжила свою научную деятельность в ВУЗах, а некоторые занимали гражданские должности.
Учениками и аспирантами проф. Зелиньского являются:
- Мариан Ожеховский, историк, ректор Вроцлавского университета (1971—1975), член политбюро ЦК ПОРП и министр иностранных дел, посол Х-го Сейма (1989—1991)
- Войчех Вжесинский, историк, ректор Вроцлавского университета (1990—1995)
- доктор исторических наук Адольф Юзвенко, директор Национальной Библиотеки им. Оссолинских во Вроцлаве
- Влодимеж Сулея, историк, директор нижнесилезского отдела Института национальной памяти (2000—2013)
- Кшиштоф Кавалес, историк, руководитель опольского представительства Института национальной памяти.

## Награды
- Кавалерский Крест Ордена Возрождения Польши (25.09.1973);
- Серебряный Крест Заслуги (22.07.1954);
- Золотой Крест Заслуги (12.11.1966).

## Биографии
- «Encyklopedia Powszechna PWN»
  - том IV (1976), [отсутствие ISBN], С. 786.
  - том V — Приложение (1988). — С. 564. — ISBN 83-01-08614-9
- «Studia Historyczne» — «Historia XXXVI», «Acta Universitatis Wratislaviensis» № 543, Издательство Вроцлавского университета, 1981: «Przedmowa» и «Bibliografia prac prof. dra Henryka Zielińskiego» (автор — Krzysztof Kawalec)
- Włodzimierz Suleja, «Mistrz», «Dziennik Dolnośląski» № 47, 7.03.1991. — С. 6.
- «Encyklopedia Wrocławia», Wydawnictwo Dolnośląskie (2000), ISBN 83-7023-749-5, С. 954 ←(ошибочно указана дата смерти).
- Wanda Dybalska, «Tylko bokser był świadkiem», в: «Taki zwyczajny», Вроцлав: Издательство Атут, 2005. — С. 115—127. — ISBN 83-7432-012-5.
- Krzysztof Kawalec, «Zieliński Henryk [1920-1981] — jak go pamiętam» — воспоминание о проф. Зелиньском в «Gazeta Wyborcza», 7.3.2006
- Teresa Suleja, «Henryk Zieliński», [в:] «Wrocławskie środowisko akademickie. Twórcy i ich uczniowie 1945—2005», Вроцлав — Варшава — Краков 2007. — С. 277. — ISBN 978-83-04-04823-2.
- Juliusz Zieliński, «Wspomnienie o Ojcu — Profesorze Henryku Zielińskim», [в:] «Łambinowicki Rocznik Muzealny. Jeńcy wojenni w latach II wojny światowej», № 33/2010, изд. Centralne Muzeum Jeńców Wojennych w Łambinowicach-Opolu, Ополе, 2010. — С. 153—164. — ISSN 0137-5199.